# Mario Jeckle

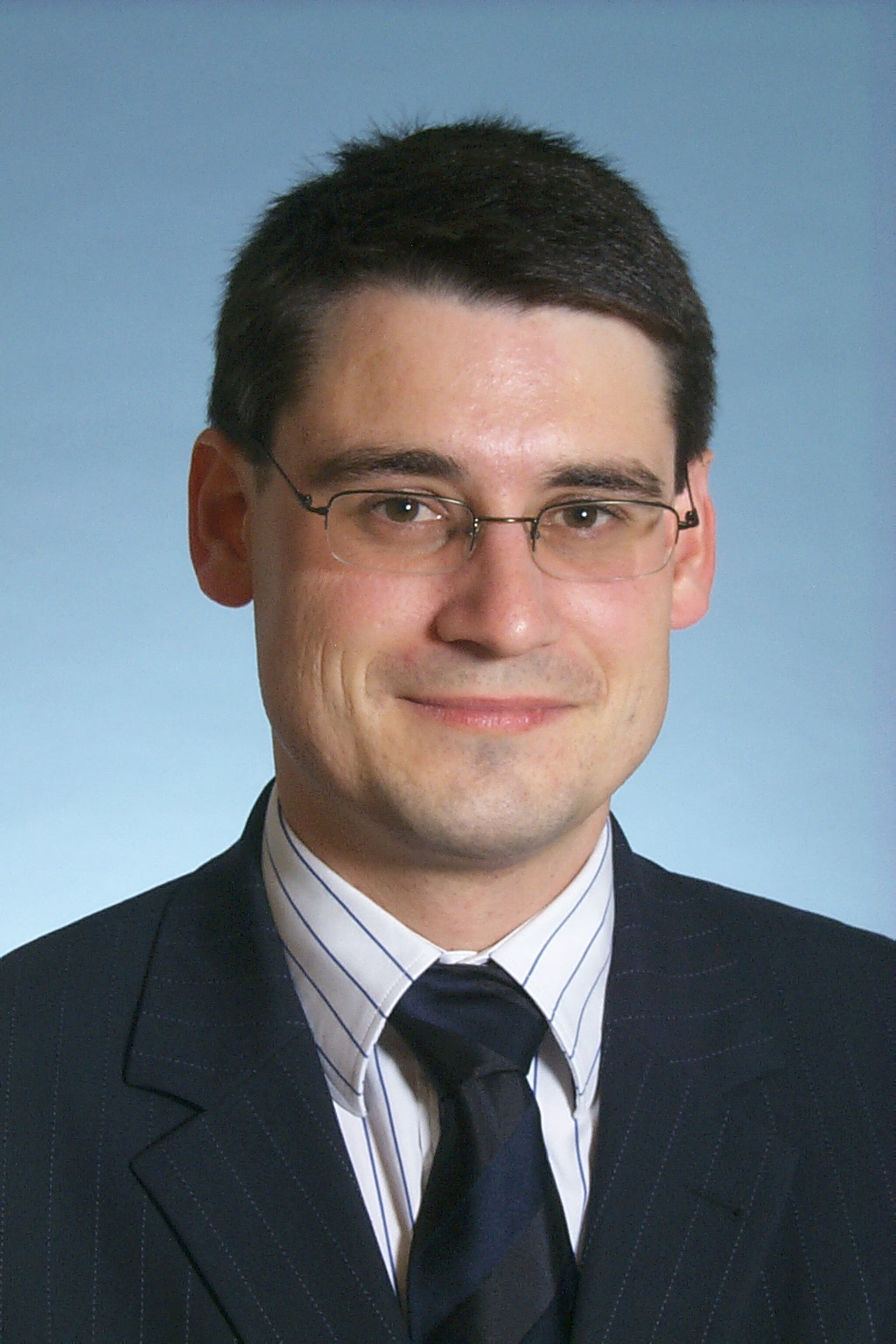
Mario Jeckle

Mario Jeckle (* 25. August 1974 in Krumbach; † 11. Juni 2004 in Kirchheim unter Teck) war ein deutscher Informatiker.

## Leben
Während und nach seinem Studium an der Fachhochschule Augsburg war Mario Jeckle von 1997 bis 2003 im DaimlerChrysler-Forschungszentrum in Ulm tätig. Zuletzt leitete er dort eine Forschungsgruppe zu den Themen Standardisierung und Internettechniken. 2003 wechselte er als Professor an die Fachhochschule Furtwangen. Am dortigen Fachbereich Wirtschaftsinformatik war er bis zu seinem Tode mit den Lehrgebieten XML, Datenbanken, Software Engineering und E-Business Engineering betraut. Bereits zuvor lehrte er an der FH Augsburg die Fächer Java, Java Threads, XML und Software Engineering.
Mario Jeckle war W3C- und OMG-Repräsentant von DaimlerChrysler Research und als solcher an der Entwicklung zahlreicher technischer Industriestandards (XML-Schema, UML 2.0 u. a.) beteiligt. Seit Anfang 2004 war er Mitglied der Technical Architecture Group (TAG), eines ranghohen Gremiums des World Wide Web Consortiums.
In Deutschland war er einem Fachpublikum als Autor von Büchern und Artikeln (u. a. XML, UML und Web Services) sowie als Referent auf Konferenzen und in Seminaren bekannt.
1998 erhielt Jeckle den Informatikpreis für seine Diplomarbeit an der FH Augsburg über das Thema „Prozeßkettenmodellierung am Beispiel der Gießwerkzeugentwicklung und prototypische Implementierung auf Basis des EDM/PDM – Systems Metaphase“.
Mario Jeckle, der sich ehrenamtlich für das Deutsche Rote Kreuz engagierte, starb bei der Absicherung einer Unfallstelle auf der A 8, als er und ein zweiter Mann als unbeteiligte Ersthelfer von einem Auto erfasst und tödlich verletzt wurden. Er wurde auf dem Westfriedhof in Krumbach beigesetzt.

## Mitgliedschaften
- Associate Editor des International Journal of Web Services Research.
- Associate Editor des International Journal on Web Services.
- Chairman der Mailingliste GOOAL.net.
- Editor des W3C-Dokuments Composite Capability/Preference Profiles (CC/PP): Processing and Protocol Requirements 1.0.
- Executive Committee Member der IEEE Technical Community for Services Computing.
- Für die DaimlerChrysler-Forschung Mitglied im Advisory Committee des World Wide Web Consortiums (W3C).
- Leiter des Masterstudienganges Anwendungsarchitekturen.
- Mitglied der Device Independence Working Group des W3C.
- Mitglied der Technical Architecture Group des W3C.
- Mitglied der Web Service Architecture Working Group des W3C.
- Mitglied des Arbeitskreises XML der GI Regionalgruppe München.
- Mitglied des Editorial Boards des International Journal of Grid and Utility Computing.
- Mitglied im Advisory Board des International Journal on Cases on Electronic Commerce.
- Mitglied im Arbeitskreis Modellierung und Spezifikation von Web-Service basierten Anwendungen der Fachgruppe Entwicklungsmethoden für Informationssysteme und deren Anwendung der Gesellschaft für Informatik.
- Mitglied im Editorial Board des International Journal for Infonomics.
- Mitglied im Editorial Board des International Journal of IT Standards & Standardization Research.
- Mitglied im Fachbeirat der Zeitschrift Java-Spektrum.
- Mitglied im German Architect Board des Arbeitskreises Software-Qualität und -Fortbildung.
- Mitglied im IBM Developer Works Research Panel.
- Mitglied im Java Community Process.
- Mitglied im Technical Advisory Board der Gentleware AG.
- Mitglied im wissenschaftlichen Beirat von Linkwerk.
- Vertrauensdozent der Gesellschaft für Informatik an der Fachhochschule Furtwangen.
- Vertreter der DaimlerChrysler AG in der OMG zur Standardisierung der Version 2.0 der Unified Modeling Language (UML).
- Vertreter der DaimlerChrysler AG in der OMG zur Standardisierung des Stream-based Model Interchange Formats (XMI).